# Ali II Paixà Karamanli
Ali II Paixà Karamanli fou governador otomà de la Regència de Trípoli, fill de Yusuf Paixà Karamanli.
Les altes taxes imposades per Yusuf van provocar la revolta a les regions de Manshiya i Sahil, dirigides per un net de Yusuf, Memed Bey, que fou proclamat governador i va assetjar Trípoli de Líbia. Davant la revolta Yusuf va abdicar el 5 d'agost de 1832 en el seu fill Ali II que tenia el suport de Cirenaica i era ben vist pels francesos. La guerra va durar tres anys i la mediació de la Porta no va poder obtenir una solució. Fracassades les converses de 1833, l'enviat otomà va marxar cap a Istanbul però va retornar el 1834 amb el firman reconeixent a Ali II, però els rebels no ho van acceptar. El 26 de maig o 26 de juny (les fonts varien en el mes) una flota otomana va arribar davant de Trípoli i el dia 27 van desembarcar tropes i es va llegir el firman que destituïa a Ali II (i a Mehmed). Ali II fou detingut i enviat poc després a Istanbul.